# Provincies van Turkmenistan
Turkmenistan is administratief opgedeeld in de volgende 5 provincies (velayat):
1. Ahal
2. Balkan
3. Daşoguz
4. Lebap
5. Mary

De hoofdstad van Turkmenistan, Asjchabad, maakt geen deel uit van een provincie.
Aan het hoofd van een provincie staat een gouverneur (veli). De provincies zijn verdeeld in districten (etrap) en steden (şäher). De districten zijn onderverdeeld in stadsdistricten, dorpen en plattelandsraden. 